# Gorky Park (album)
Gorky Park je debitantski album istoimene ruske grupe, objavljen 1989. godine. Album je objavila diskografska kuća Mercury Records. Prvi singl s albuma, Bang, mješavina je ruskih i engleskih tekstova te je glazbeni spot za singl često bio puštan na MTV-u. Na albumu se nalazi 11 skladbi.

## Popis pjesama
| Br. | Skladba                | Trajanje |
| --- | ---------------------- | -------- |
| 1.  | »Bang«                 | 4:47     |
| 2.  | »Try to Find Me«       | 5:08     |
| 3.  | »Hit Me With the News« | 3:52     |
| 4.  | »Sometimes at Night«   | 5:08     |
| 5.  | »Peace in Our Time«    | 5:56     |
| 6.  | »My Generation«        | 4:44     |
| 7.  | »Within Your Eyes«     | 4:55     |
| 8.  | »Child of the Wind«    | 5:22     |
| 9.  | »Fortess«              | 4:04     |
| 10. | »Danger«               | 3:30     |
| 11. | »Action«               | 3:55     |

## Osoblje
- vokali — Nikolaj Noskov
- bas-gitara, pozadinski vokali — Aleksandr Maršal
- gitara, balalajka, klavijature, prateći vokal — Aleksej Belov
- gitara — Jan Janenkov
- udaraljke — Aleksandr Lvov